# Amica nemica
Amica nemica è il primo album di Giulia Luzi pubblicato nel 2011.
Alcuni dei brani presenti in questo disco vengono cantati dall'artista nella serie televisiva di Rai 1 Un medico in famiglia, compreso Je T'aime, usato come sigla iniziale.

## Tracce
1. Mari di mondi (Enrico Ruggeri, Adriano Pennino)
2. Allora amami (Maria Grazia Fontana, Clemente Ferrari, Attilio Fontana)
3. Je t'aime (Emiliano Palmieri, Anna Muscionico)
4. Amica nemica (Vincenzo D'Agostino, Adriano Pennino)
5. 6 (Emiliano Palmieri)
6. Dubbi (Lorena Brancucci, Marco Bucci)
7. Giorno splendido (Giò Di Tonno, Alessandro Di Zio)
8. Tempo (Emiliano Palmieri)
9. Tienimi con te (Stefano Cenci, Luca Angelosanti, Francesco Morettini)
10. Succede (Fabrizio Palma)
11. Ciao Giù (Vincenzo D'Agostino, Adriano Pennino)
12. Alla mia età (Fabrizio Palma)